# Reclaiming the Crown
Reclaiming the Crown – pierwszy, pełny album holenderskiego zespołu Born from Pain.

## Lista utworów
1. "Final Nail" – 3:40
2. "Reclaiming the Crown" – 2:40
3. "Marked For Death" – 2:30
4. "Recall To Inferno" – 3:59
5. "Trigger The Tempest" – 3:10
6. "Dead Of Night" – 3:33
7. "Deeper Shadows" – 3:17
8. "Immortality" – 3:58
9. "Poisoned Blood" – 3:15
10. "When We Were Kings" – 2:59

Płyta dodatkowa w reedycji z 2006
Utwory z minialbumu Immortality
1. "Immortality" – 4:39
2. "Monolith" – 2:58
3. "Christborn" – 2:56
4. "Darkest Deception" – 2:56
5. "Fallen Angel" – 2:53
6. "Poisoned Blood" (live) – 2:59
7. "Deadweight" (live) – 2:44
Utwory ze splitu Swift. Silent. Deadly
8. "Amongst The Graves" – 2:53
9. "Never Return" – 2:42
10. "Reclaiming the Crown" – 2:32
Utwór bonusowy w wersji dla Japonii
11. "Rise From Ruin" – 2:26

## Twórcy
Skład zespołu
- Ché Snelting – śpiew
- Rob Franssen – gitara basowa, śpiew, teksty
- Servé Olieslagers – gitara elektryczna
- Stefan van Neerven – gitara elektryczna, oprawa graficzna
- Wouter Alers – perkusja

Udział innych
- Dirk Miers – nagrywanie

## Opis
- Album został nagrany w maju 2000 w De Studio. Został wydany nakładem wytwórni GSR Music tj. Gangstyle Records (Holandia). W październiku 2003 został ponownie zmiksowany i zmasterowany w Antfarm Studios (Aabyhøj, Dania), kierowanym przez Tue Madsena, po czym w tym listopadzie tego samego roku ponownie wydany przez GSR Music[7][8]. Latem 2006 po raz drugi dokonano reedycji tej płyty nakładem GSR Music, a w jej zawartości dołączono utwory z minialbumu Immortality (1999) oraz utwory ze splitu pt. Swift. Silent. Deadly, wydanego wspólnie z grupą Redline (2001) oraz dodano jeden utwór bonusowy (dotąd znany na samplerach i w Japonii)[9]. Po latach 27 sierpnia 2015 z okazji 15 rocznicy wydania płyty nakładem GSR Music została wydana ponowna reedycja albumu w wersji limitowanej na winylu (łącznie 500 sztuk).
- Utwór "Poisoned Blood" został wydany na kasecie demo zespołu[10].
- Do 2008 w Europie sprzedało się 11 tys. kopii debiutanckiego albumu Born from Pain[10].